# Robert Lafont
Robert Lafont (Nîmes, 16 marzo 1923 – Firenze, 24 giugno 2009) è stato uno scrittore, linguista e politologo francese.

## Biografia

### La formazione e gli inizi della carriera
Cresciuto a Nîmes dai nonni materni che, fra loro, parlavano unicamente provenzale, ne eredita la lingua e, adolescente, ne scopre la dignità letteraria attraverso la lettura delle opere di Frédéric Mistral. Di qui la decisione di farsi scrittore in lingua d'oc. Compie gli studi liceali a Nîmes, poi si laurea alla Facoltà di Lettere di Montpellier, dove incontra e sposa una compagna di studi da cui ha due figli, Suzanne e Michel. Nel 1945 partecipa con Jean Cassou, Tristan Tzara, Ismaël Girard, René Nelli, Max Rouquette  e un gruppo di giovani occitanisti alla fondazione dell' I.E.O. (Institut d'Estudis Occitans), di cui  è segretario generale dal 1950 al 1958,  presidente dal 1959 al 1962.
Con il militante bretone Armand Keravel lancia nel 1958 il "Mouvement laïque des cultures régionales" (MLCR), all'origine di un fronte unito delle lingue minoritarie. Intanto insegna lettere (francese, latino, greco) al liceo di Nîmes, successivamente è professore (fino al 1984, poi professore emerito) all'Università Paul-Valéry di Montpellier, dove occupa la cattedra di "Linguistique romane: Langue et Littérature occitane".

### L'impegno per la difesa della cultura occitanica
Continua a svolgere un'attività ininterrotta per il sostegno e la diffusione della cultura occitanica, con la creazione di varie riviste, dall'"Ase negre" (1946) a " Viure" (1962) , "Amiras" (dal 1980), "Revista occitana" (1993). È  sempre in rapporto con gli esponenti delle altre minoranze linguistiche in Francia (Bretagna, Corsica, Alsazia, Rossiglione) e altrove (Boris Pahor in Slovenia), e con gli esponenti della cultura catalana.  All'attività culturale affianca l'impegno socio-politico,  fondando nel 1962 il  "Comité occitan d'études et d'action" (COEA),  movimento di sinistra da cui nascerà, nel 1971, "Lutte occitane" che organizza diverse manifestazioni fra cui, nel 1973 e 1974, quelle, imponenti,  in difesa dei contadini del Larzac, minacciati di espropriazione per l'allargamento del campo militare già esistente. Nel 1974 viene presentato alle elezioni presidenziali da "Lutte occitane"  come candidato delle minoranze nazionali; la candidatura è, però, respinta dal Consiglio costituzionale per mancanza di un sufficiente numero di firme convalidate. Dai comitati di sostegno nasce un nuovo movimento, “Volèm Viure al Païs”.
Firma ancora, con Emmanuel Maffre-Baugé e Jean-Pierre Chabrol, il manifesto "Mon pais escorjat " (Il mio paese scorticato,1977), sostiene le lotte dei minatori di Ladrecht (1980-1981), partecipa alla creazione a Liegi, nel 1981, dell’Association Internationale d'Etudes Occitanes (A.I.E.O., di cui sarà vice-presidente fra 1984 e il 1990), continua a intrattenere stretti rapporti con la cultura catalana, dal 1981 al 1986 è presidente del CAOC  (Cercle d'Afrairament Occitano Catalan). Legato da anni a Fausta Garavini, a partire dal 1984 divide la sua vita fra Montpellier e Firenze, continuando a scrivere, a tenere conferenze, a partecipare a convegni in Francia, in Italia e in altri paesi europei. Dal maggio 2001 al marzo 2003 anima le diverse iniziative dell’Eurocongrès 2000 di cui è presidente. Nel 2003 partecipa al lancio del movimento altermondialista "Gardarem la Tèrra".
Morirà a Firenze nel giugno 2009, senza poter assistere al Colloquio organizzato da Gardarem la Tèrra: "Robert Lafont, la haute conscience d'une histoire" (Nîmes, settembre 2009), dove saranno analizzati i suoi cinquant'anni di azione e scritti politici.

## L'opera
La sua opera consta di un centinaio di volumi e un migliaio di articoli. È poeta, romanziere, drammaturgo in lingua d'oc, mentre scrive in francese i suoi saggi di ricerca e riflessione linguistica, letteraria, politica e storica. A tale varia attività è sotteso un pensiero coerente il cui perno è la situazione occitanica nei suoi diversi aspetti e nel suo rapporto dialettico con la Francia e l'Europa.

### Poesia
La sua giovanile raccolta Paraulas au vielh silenci è citata da Pier Paolo Pasolini  come esempio di modernità da seguire per la poesia friulana.  Da un iniziale surrealismo (Dire; Aire liure) evolve verso forme personali libere da influenze, per arrivare a poemi come Lausa per un soleu mòrt e reviudat e La Gacha a la cisterna, dove sperimenta nuove forme di versificazione, come pure nella sua traduzione in oc dei libri dell'Odissea relativi alle peregrinazioni di Ulisse (Lo Viatge grand de l'Ulisses d'Itaca).

### Narrativa e teatro
Come narratore, fin dall'esordio con la Vida de Joan Larsinhac, si distacca dalla tradizione folclorica antecedente aprendo la lingua d'oc alla modernità, per raggiungere infine esiti complessi di scrittura e struttura nel romanzo La Festa che attraversa l'Europa e i secoli.
Analoga operazione compie come drammaturgo, a partire da un teatro letterario in oc (da La Loba, ò la Frucha dei Tres Aubas a Teatre claus ), fino a pièces bilingui e militanti, messe in scena dall'attore e regista André Neyton (Lei Cascaveus ; La Croisade).

### Saggistica
La sua produzione saggistica è prevalentemente in francese. In linguistica con  La Phrase occitane (basata sulla teoria di Gustave Guillaume riesaminata criticamente)  inizia una riflessione che si svilupperà, , attraverso i volumi Le Travail et la Langue, Le Dire et le Faire e Il y a quelqu'un, nella costruzione della praxématique o prassematica, una teoria che ricolloca il soggetto al centro del linguaggio, contro il formalismo strutturalista allora imperante. Più tardi applicherà i principi della praxématique allo studio delle radici indoeuropee e del latino (Schèmes et motivation:le lexique du latin classique ; Praxématique du latin classique). In sociolinguistica indaga la situazione di diglossia della lingua d'oc nei confronti del francese (Quarante ans de sociolinguistique à la périphérie).
Nel campo della storia letteraria scandaglia l'intera tradizione occitanica: apre prospettive sul medioevo trobadorico (Le chevalier et son désir) e sull'epica medievale francese di cui individua le fonti occitaniche (La Geste de Roland; La Source sur le Chemin); riscopre il periodo rinascimentale (Renaissance du Sud) e barocco (La Renaissance toulousaine de 1610; Baroques occitans); rivede l'interpretazione di Mistral e del felibrismo ottocentesco (Mistral ou l'illusion). In ambito storico-politico-economico la sua analisi della formazione della nazione francese (Sur la France), così come i volumi La Révolution régionaliste, Décoloniser en France, basati sulla nozione di "colonialismo interno", e la sua successiva riflessione sulla costruzione dell'Europa (Nous, peuple européen; La Nation, l'Etat, les Régions)  auspicano la nascita di un'Europa delle regioni.  Nella sua produzione rientrano scritti a carattere autobiografico, in oc (La Confidéncia fantasiosa; Pecics de mièg-sègle) e in francese (Lettres de Vienne à un ami européen; Le Coq et l'Oc). Nei saggi sul movimento occitanico  (Lettre ouverte aux Français, d’un Occitan; La Revendication Occitane) traccia la storia di eventi di cui è stato protagonista.
È stato amico di tutti i più importanti scrittori in lingua d'oc suoi contemporanei e maestro della generazione successiva (Yves Rouquette, Philippe Gardy, Jean-Claude Forêt, Jean-Luc Sauvaigo, Jean-Yves Casanova). Ha formato direttamente o indirettamente studiosi di linguistica e di letteratura (Georg Kremnitz, Patrick Sauzet, Fritz Peter Kirsch), e seguaci della praxématique che hanno fondato all'Università di Montpellier il gruppo Praxiling (Paul Siblot, Jacques Brès).  È stato in contatto con moltissimi intellettuali di vari paesi. Fra i suoi amici anche uomini di teatro (Claude Alranq, André Neyton), artisti (i pittori Claude Viallat, Alain Clément), cantautori (Guy Broglia e Jean-Marie Carlotti  hanno messo in musica le sue poesie).

## Riconoscimenti
- Nel 1987 la Generalitat di Catalogna gli conferisce la croce di Sant Jordi.
- Nel 1991 l'Università di Vienna gli conferisce il dottorato honoris causa.
- Nel 2007 riceve il Grand Prix Littéraire de Provence.

## Archivio e biblioteca
Ha lasciato la sua biblioteca occitanica e catalana e il suo archivio al CIRDÒC (Centre Interrégional de développement de l'occitan, Béziers). Il materiale archivistico raccoglie manoscritti, documentazione preparatoria per pubblicazioni, una vastissima corrispondenza con personalità della cultura francese e europea.

## Opere

### Poesia
- Paraulas au vièlh silenci, I.E.O.Toulouse,1946.
- Dire,  I.E.O., Toulouse, 1957.
- Pausa cerdana, Action poétique, Marseille, 1959.
- L'Ora, OC 1963.
- Aire Liure, P.J. Oswald, Paris, 1974.
- Lausa per un soleu mòrt e reviudat, Jorn, Nîmes, 1984.
- La Gacha a la Cisterna, Jorn, Montpeyroux, 1998.
- Cosmographia monspessulanensis, Jorn, Montpeyroux, 2000.
- Lo Viatge grand de l’Ulisses d’Itaca, Jorn, Montpeyroux, 2004.
- Poèmas 1934-1984, Jorn, Montpeyroux, 2011.

### Teatro
- Lo Pescar de la Sépia, I.E.O., Toulouse, 1958.
- La Loba, ò la Frucha dei Tres Aubas, Aubanel, Avignon, 1959.
- La Bourride du Comte, U.F.O.L.E.A., Paris, 1966.
- Ramon VII, Lo Libre Occitan, Lavit, 1967.
- La Nuech deis Enganats, in Cinc Peçòtas,  I.E.O., Nîmes, 1967.
- Los Ventres Negres, I.E.O., Nimes, 1967.
- Teatre Claus,  I.E.O, Toulouse, 1969.
- Dòm Esquichòte, I.E.O., Toulon, 1973.
- Lei Cascaveus, C.D.O., Toulon, 1977.
- La Croisade, Edisud, Aix-en-Provence, 1983.
- Istòria dau Trauc, lo Relòtge, la Cabra in Teatre d’òc al sègle XX, C.R.D.P., Montpellier, 1984.

### Romanzi e racconti
- Vida de Joan Larsinhac, I.E.O., Toulouse, 1951.
- Lei Camins de la Saba,  I.E.O., Toulouse, 1965
- Lei Maires d’Anguilas,  I.E.O., Toulouse, 1966.
- Tè tu tè ieu, I.E.O., Toulouse, 1968.
- L’Icòna dins l’Iscla, I.E.O., Toulouse,1971.
- Lo Sant Pelau,  Cap e Cap, Agen, 1972.
- Tua Culpa, I.E.O., Toulouse, 1974.
- La Primiera Persona, Lyon, Féderop, 1978.
- Nani Monsur,  Vent Terral, Energas, 1979.
- Lo Decameronet,  Vent Terral, Energas, 1982.
- La Festa: 1- Lo Cavalier de Març,  2- Lo Libre de Joan,  3 - Finisegle, Fédérop-Le Chemin Vert-	Obradors, Lyon, Paris, Eglise-Neuve-d’Issac, 1983-1996.
- Bertomieu, Fédérop, Église-Neuve d’Issac, 1986.
- La Confidéncia fantasiosa, Fédérop, Église-Neuve d’Issac, 1989.
- La Reborsiera, Fédérop, Église-Neuve-d’Issac, 1991.
- Chronique de l’Eternité, Fédérop, Église-Neuve-d’Issac, 1991.
- L’Enclaus, I.E.O., Toulouse, 1992.
- Insularas, I.E.O, Toulouse, 1996.
- Pecics de mièg-sègle,  Fédérop, Le Pont du Rôle, 1999.
- Contes libertins e faulas amorosas, Trabucaire, Perpignan, 2000.
- L’Eròi talhat, Trabucaire, Perpignan, 2001.
- Lo Fiu de l’Uòu, Atlantica, Bayonne, 2001.
- Lei Miraus Infidèus, I.E.O., Toulouse, 2002.
- Nadala,  M.A.R.P.O.C, Nîmes, 2003.
- Lei Vidas d’Atanasi,  Reclams, Pau, 2005.
- Lo Cèrcadieu, Reclams, Pau, 2007.
- La cosmocritica, I.E.O., Toulouse, 2008.

### Saggistica

#### Linguistica
- Phonétique et Graphie du Provençal, I.E.O., Toulouse, 1952.
- La Phrase Occitane. Essai d’analyse systématique, P.U.F., Paris, 1967.
- L’ortografia occitana, sos principis, C.E.O., Montpellier, 1971.
- L’ortografia occitana, lo provençau, C.E.O.,  Montpellier, 1972.
- Introduction à l’analyse textuelle (con F. Gardès-Madray), Larousse, Paris, 1976.
- Le Travail et la Langue, Flammarion, Paris, 1978 (trad. Sprache als Arbeit, Braumüller, Wien, 1992).
- Le Verbe occitan, M.A.R.P.O.C., Nîmes, 1981.
- Eléments de Phonétique Occitane, Vent Terral, Energas, 1983,  ried., ivi, 2005.
- Pratiques praxématiques  (con F. Gardès-Madray e P. Siblot), Cahiers de linguistique sociale, Rouen, 	1983.
- Questions sur les Mots  (con H. Boyer, Ph. Gardy, J.-M. Marconot e P.Siblot), Didier, Paris, 1987.
- Le Dire et le Faire, Praxiling, Montpellier, 1990.
- Anthropologie de l’Écriture  (dir. di R.L.), Editions du C.C.I., Beaubourg,Paris, 1994.
- Il y a quelqu’un. La Parole et le Corps, Praxiling, Montpellier, 1994.
- Quarante ans de sociolinguistique à la périphérie, l’Harmattan, Paris, 1997.
- Schèmes et motivations. Le lexique du latin classique, l’Harmattan, Paris, 2000.
- Praxématique du latin classique, l’Harmattan, Paris, 2001.
- L’Être de Langage, Pour une anthropologie linguistique, Lambert-Lucas, Limoges, 2004.
- La motivation postérieure et nasale du schème en sémitique. Une approche par l’arabe classique,  	Lambert-Lucas, Limoges, 2006.

#### Storia della letteratura
- Anthologie de la jeune poésie occitane  (con B. Lesfargues), LeTriton Bleu, Paris, 1946.
- Mistral ou l’Illusion,  Plon,  Paris, 1954, ried. Vent Terral, Energues, 1980.
- Petite anthologie de la Renaissance toulousaine de 1610, Aubanel, Avignon, 1960.
- F. Pellos, Compendion de l’Abaco,  ed. critica (con G. Tournerie), C.E.O. Montpellier, 1967.
- Francés de Corteta, Tròces Causits, Lo Libre Occitan, Lavit, 1968.
- Renaissance du Sud. Essai sur la littérature occitane au temps de Henri IV, Gallimard, Paris, 1970.
- Nouvelle Histoire de la Littérature Occitane  (con Ch. Anatole), 2 voll., PUF, Paris, 1970-1971.
- Anthologie des Baroques Occitans, Aubanel,Avignon, 1974..
- Baroques Occitans, Université Paul-Valéry, Montpellier, 2004

#### Studi medievali
- Trobar, soixante chansons des troubadours, C.E.O., Montpellier, 1972.
- Las Cançons dels Trobadors (con I. Fernandez de la Cuesta), I.E.O. Toulouse, 1980.
- La Geste de Roland,  t. I, L’Epopée de la Frontière; t. II, Espaces, Textes, Pouvoirs, L’Harmattan, 	Paris, 1991.
- Le Roland Occitan  (con G. Gouiran), Christian Bourgois, Paris, 1991.
- Jaufre Rudel, Liriche, Le Lettere, Firenze, 1992.
- Le chevalier et son désir, Kimé, Paris, 1992.
- La littérature occitane. I- L’Age classique, Presses du Languedoc, Montpellier, 1997.
- La Chanson de Sainte Foi, Droz, Genève, 1998..
- La Source sur le Chemin, l’Harmattan, Paris, 2002..
- Trobar, I. L’Explosion, II. Les Maîtres,  III.  L’Âge classique,  IV. La Survie,  Atlantica, Bayonne, 	2004-2005.

#### Storia e società
- La Révolution régionaliste, Gallimard, Paris, 1967.
- Sur la France, Gallimard, Paris, 1968.
- Le Sud et le Nord, Dialectique de la France (dir. di R.L.), Privat, Toulouse, 1971.
- Décoloniser en France. Les Régions face à l’Europe, Gallimard, Paris, 1971.
- Clefs pour l’Occitanie,  ried. 1977, 1987, Seghers, Paris, 1971.
- Lettre ouverte aux Français, d’un Occitan, Albin Michel, Paris, 1973.
- La Revendication Occitane, Flammarion, Paris, 1974.
- Autonomie, de la Région à l’Autogestion,  Gallimard, Paris, 1976.
- Histoire d’Occitanie  (con A. Armengaud), Hachette, Paris, 1979.
- Pour l’Occitanie  (con A. Alcouffe et P. Lagarde), Privat, Toulouse 1979.
- Le Dénouement Français, J.-J. Pauvert-Suger, Paris, 1986.
- Lettres de Vienne à un ami européen,  Aubanel, Avignon, 1989..
- Nous, Peuple européen, Kimé, Paris, 1991 (trad. Nosaltres el poble europeu, Edicions 62, Barcelona).
- Temps Tres, Trabucaire, Perpignan, 1991.
- La Nation, l’État, les Régions, Berg International, Paris, 1993.
- Le Coq et l’Oc, Actes Sud, Arles,1997.
- Le Temps du Pluriel  (con B. Étienne e H. Giordan), L’Aube, La Tour d’Aigues, 1998.
- Petita Istòria europèa d’Occitània, Trabucaire, Perpignan, 2003.
- Le Sud ou l’Autre, La France et son Midi,  Edisud, Aix-en-Provence, 2004.
- Vingt lettres sur l’histoire (À ces cons de Français et ces couillons d’Occitans),Vent Terral,
- Villefranche d’Albigeois, 2005.
- Prémices de l’Europe,  Sulliver, Arles, 2007.
- L’État et la langue,  Sulliver, Arles, 2008.

### Discografia e filmografia
- Gui Broglia canta Robert Lafont, Section du Gard de l'I.E.O., 1965. Disco 33 giri.
- Robert Lafont, Morceaux choisis dits par l’auteur, CD e libro, Aura Productions, Vendargues, 2000.
- Dire. Poèmas de Robert Lafont mis en musique et chantés par Jan-Mari Carlotti, CD e libretto, Arles, Mont-Jòia, 2005.
- Christian Passuello,  Robert Lafont, un écrivain dans le siècle, France 3 Sud, Béka, Image plus, Zanzibar, Agovision, 2001.